# Maximilien Sorre
 (mai 2010).
Maximilien Joseph Sorre, dit Max. Sorre, est un géographe français, né le 16 juillet 1880 à Rennes et mort le 10 août 1962 à Messigny. Ses travaux ont essentiellement traité de géographie biologique et humaine.

## Biographie

### Vie privée
Maximilien Sorre est le fils de Joseph François Sorre, employé des chemins de fer, et de Louise de Cordey. Sa famille est originaire de la région des Marais de Dol, en Bretagne. Il s'est marié en 1911 à Marguerite Soulas, jeune Montpelliéraine, avec qui il a eu un enfant, Maurice. Il a habité au 72 rue Meurein à Lille, puis au 28 rue Guynemer dans le 6e arrondissement de Paris.

### Cursus universitaire
Il obtient son brevet supérieur en juillet 1898 puis intègre l'École normale supérieure de Saint-Cloud l'année suivante dans la section Lettres, devenant ensuite professeur des Écoles normales (Ordre des Lettres) en juillet 1901. Licencié ès Lettres (Histoire) en juin 1911, il est ensuite Docteur ès Lettres le 31 mai 1913 à l'Université de Paris.
Sa thèse principale de doctorat d'État ès Lettres est intitulée Les Pyrénées méditerranéennes : étude de géographie biologique, sous la direction de Paul Vidal de La Blache. Sa thèse complémentaire est titrée Étude critique des sources de l’histoire de la viticulture et du commerce des vins et eaux-de-vie en Bas-Languedoc au XVIIIe siècle. Le jury de sa thèse est constitué de Paul Vidal de La Blache, Charles Flahault et Emmanuel de Martonne.

### Carrière
Disciple de Paul Vidal de La Blache, il commence sa carrière dans l’enseignement primaire comme élève maître à l’Ecole normale de Rennes, puis élève professeur à l’Ecole normale supérieure de Saint-Cloud dont il est issu (promotion 1899). De 1901 à 1914, il enseigne dans les Ecoles normales d'Instituteurs. Pour son premier poste il est nommé non loin de ses terres natales, à la Roche-sur-Yon (de 1901 à 1902). C’est à cette période qu’il fait connaissance avec Emmanuel de Martonne (1873-1955) à la Faculté des Lettres de Rennes où il suit ses cours. Après son service militaire effectué de 1902 à 1903, il est ensuite nommé à Perpignan (du 1er octobre 1903 au 26 décembre 1903), puis à Montpellier (du 26 décembre 1903 au 18 septembre 1919). Mobilisé en août 1914 comme Lieutenant au sein du 281e Régiment d'Infanterie de Montpellier, il part pour le Front où il est grièvement blessé à l’automne 1915 lors de la seconde offensive de l'Artois. Il subit plusieurs interventions chirurgicales douloureuses, puis transféré dans plusieurs hôpitaux militaires pendant deux ans. Décoré de la Croix de Guerre 1914-1918 (juin et octobre 1915) et de la Légion d’honneur (octobre 1915) sur son lit d’hôpital, il est démobilisé et intègre l’enseignement supérieur d’abord comme chargé de cours à la Faculté des Lettres de Grenoble (du 22 mars 1917 au 31 juillet 1917), puis à la Faculté de Bordeaux (du 31 juillet 1917 au 18 septembre 1919) pour suppléer dans sa chaire le Professeur Paul Caména d'Almeida (1865-1943). Affecté comme Professeur à l’École Primaire Supérieure de Toulouse, il réintègre temporairement le premier degré pour assurer la rentrée scolaire (du 18 septembre 1919 au 1er novembre 1919). Après l’armistice de 1918, les autorités politiques et universitaires françaises confèrent à l’Université de Strasbourg une mission à la fois culturelle et diplomatique : d’une part contribuer à la réintégration de l’Alsace et de la Lorraine au territoire français et d’autre part diffuser la culture française dans cet espace frontalier alsacien annexé par les Allemands depuis 1870. Ainsi, le ministère de l’Instruction publique et des Beaux-Arts nomme Max. Sorre comme Maître de conférences à la Faculté des Lettres de Strasbourg (du 1er novembre 1919 au 24 décembre 1919) pour développer et réorganiser l’Institut de Géographie avec Henri Baulig (1877-1962) déjà en poste depuis avril 1919. Si l’Université de Strasbourg bénéficie d’efforts substantiels pour se reconstruire après 48 ans d’Annexion, les autres universités françaises doivent également faire face à l’après-guerre et poursuivre leurs enseignements. Dans ce contexte d’instabilité relative, Max. Sorre est alors réaffecté à Bordeaux comme suppléant de la chaire de géographie occupée précédemment par Henri Lorin pour enseigner la géographie coloniale (du 24 décembre 1919 au 1er novembre 1922).
Après cette période d'intense mobilité entre 1917 et 1922, Max. Sorre connaît une plus longue stabilité dans les chaires qu'il occupe par la suite lui permettant d'asseoir son influence tant universitaire qu'administrative et de prendre de lourdes responsabilités institutionnelles et associatives. 
Il est nommé Maître de conférences le 1er novembre 1922 à la Faculté des Lettres de Lille où il assure essentiellement un cours de géographie régionale et devient titulaire sans chaire le 1er novembre 1924. Bien que le titre de Professeur lui soit conféré à partir du 1er novembre 1923 (décret ministériel du 22 juin 1923), il n’obtient sa nomination comme Professeur titulaire de la chaire de géographie régionale qu’à partir du 1er février 1925 créée grâce à un important subside du Conseil général du Nord. Parallèlement, il est également chargé d’un cours hebdomadaire à l’École supérieure de commerce de Lille et chargé de conférences à l’Institut commercial de l’Université de Lille. 
Durant les neuf années passées à la Faculté des Lettres de Lille (1922-1931) à la direction de l’Institut de Géographie, il s’investit pleinement et décide comme ses prédécesseurs de s’installer non loin de la Faculté des Lettres (Édouard Ardaillon rue de Lens ; Albert Demangeon rue Denis Godefroy ; Antoine Vacher rue Kulhman ; Max. Sorre au 72 rue Meurein ; Roger Dion rue Solférino). Ces géographes s’enracinent également dans le tissu associatif régional et deviennent tous membres actifs de la Société de Géographie de Lille fondée en 1880. Dès son arrivée en 1922, Max. Sorre accepte de prendre de lourdes responsabilités administratives en devenant Secrétaire général de la Société de Géographie de Lille de 1923 à 1929. Il devient doyen de la Faculté des Lettres de Lille le 20 janvier 1929 (arrêté ministériel du 4 mars 1929) en remplacement de Georges Lefèvre (1862-1929), Professeur de philosophie, qui a assuré cette fonction de doyen de 1906 à 1929. Son décanat de la Faculté des Lettres de janvier 1929 à octobre 1931 le conduit à assumer d’autres fonctions administratives de 1931 à 1940 l’éloignant temporairement de l’enseignement universitaire. Il est nommé recteur de l’Académie de Clermont-Ferrand le 20 octobre 1931, d’Aix-Marseille en août 1934, nommé directeur de l’enseignement du premier degré et de l'éducation post-scolaire au ministère de l'Instruction publique et des Beaux-Arts à partir du 2 juin 1937. Un décret du gouvernement de Vichy du 29 juillet 1940 le relève de ses fonctions et le replace autoritairement dans le cadre des facultés. Il est alors nommé à sa demande à la Faculté des Lettres de Montpellier dans la chaire laissée libre par le décès du Professeur Jules Sion, mais simultanément Max. Sorre est élu par ses collègues de Paris en octobre 1940. Professeur à la chaire de géographie humaine de la Sorbonne laissée vacante par la disparition d’Albert Demangeon. Il s'installe à l'Institut de Géographie de Paris pour finir sa brillante carrière. Il ne sera nommé qu'en mars 1941 et ne quittera plus sa chaire en refusant de réintégrer à la Libération la Haute Administration en 1945. Un décret du Gouvernement Provisoire de la République Française ayant abaissé l'âge de la retraite des Professeurs de Faculté à 67 ans, Max. Sorre doit libérer sa chaire en octobre 1948. Admis à la retraite en 1948, il devient Professeur honoraire à partir de 1950 mais continue cependant d’exercer de nombreuses responsabilités nationales et internationales.

### Responsabilités
- Secrétaire général adjoint de la Société languedocienne de géographie (1906-1914)
- Secrétaire général de la Société de géographie de Lille (1923-1929)
- Doyen de la Faculté des Lettres de Lille (1929-1931)
- Vice-président (1947-1953) puis président (1953-1961) du Comité national français de géographie (CNFG)
- Vice-président (1952-1960) de l'Union géographique internationale (UGI)
- Membre correspondant de plusieurs sociétés de géographie étrangères
- Vice-président de l'Association de géographes français (AGF)
- Membre du Comité des travaux historiques et scientifiques (CTHS)
- Animateur de la Société de biogéographie (Muséum national d'histoire naturelle)
- Directeur des Annales de Géographie
- Président (1952-1956) simultanément de la Commission de géographie humaine et de la Commission de biogéographie du CNFG. Jusqu'à la fin des années 1950, seuls les membres du bureau du Comité national pouvaient être président de commission.
- Directeur du Centre d’études sociologiques (CNRS) de 1951 à 1956.

## Œuvre
Maximilien Sorre est le dernier et le plus fidèle des vidaliens qui a assuré par ses idées et ses travaux le succès et la fécondité de l'Ecole française de Géographie. Son œuvre est principalement celle de l’étude de l’œkoumène le conduisant à prendre en compte aussi bien les milieux physiques que la vie sociale. Il écrit lui-même que ces travaux portent sur la géographie biologique et humaine. Il s’intéresse très tôt aux conditions écologiques des milieux (morphologiques, climatiques et pédologiques) qui influencent la vie humaine et l’organisation des groupes humains. Ayant suivi avec passion les enseignements de Charles Flahault à Montpellier, Max. Sorre cherche à décrire et à comprendre la géographie de la vie et d’une manière générale les rapports entre les hommes et leurs milieux dans ses travaux de thèse portant sur Les Pyrénées méditerranéennes (1913). 

### Biogéographie et «complexes pathogènes»
Il développe un courant de géographie biologique, dans l’esprit de Alexander von Humboldt ou de Carl Ritter, qui s’inscrit pleinement dans la pensée géographique des vidaliens centrée sur les rapports entre les hommes et leurs milieux. La géographie physique de Max. Sorre est essentiellement une biogéographie dans laquelle il voit, au travers de la connaissance de la végétation, le nœud des problèmes de relation entre le milieu physique et la vie des hommes. Il occupe toutefois une place à part dans le courant de la biogéographie dans la mesure où il a constamment cherché à développer des contacts avec les médecins, les biologistes, les sociologues et à explorer des champs nouveaux, impulsant ainsi les premières études de géographie médicale en France. Dans un article intitulé « Complexes pathogènes et géographie médicale » publié en 1933 dans les Annales de Géographie, Max. Sorre considère que « l’homme intervient dans les modifications du milieu naturel et dans la propagation des maladies qui en dépendent. La malaria est étroitement liée à certains caractères oro-hydrographiques, climatiques et biologiques des contrées où elle sévit » (1933, p. 2). 
Il définit les « complexes pathogènes » comme un ensemble des conditions naturelles propres au développement de la vie des organismes susceptibles de transmettre, aux hommes et aux animaux, des germes porteurs de maladies. L’aire d’extension de l’activité de ces vecteurs de maladies (malaria, fièvre jaune, maladie du sommeil…) est liée aux densités de population, aux formes de mise en valeur, aux genres de vie qui introduisent la notion de « paysage épidémiologique » dans une démarche géographique. « Expliquer cette aire d’extension [du complexe pathogène], ses mouvements de contraction ou de dilatation, c’est, d’abord, résoudre un problème d’écologie, démarche fondamentale en géographie biologique. C’est, ensuite, rechercher les circonstances extérieures qui favorisent ou contrarient la constitution du complexe ou son maintien. […] En fait, on s’aperçoit que la plupart de ces circonstances relèvent de la géographie humaine : densité de population, migrations, genre de vie. » (1933, p. 18). 
Dix ans plus tard, dans Les fondements de la géographie humaine, tome 1 Les fondements biologiques (1943), Max. Sorre poursuit sa réflexion en précisant que « L’interdépendance des organismes mis en jeu dans la production d’une même maladie infectieuse permet de dégager une unité biologique d’un ordre supérieur : le complexe pathogène. Il comprend, avec l’homme et l’agent causal de la maladie, ses vecteurs et tous les êtres qui conditionnent ou compromettent leur existence. » (1943, p. 293). Il insiste sur le fait que « l’action de l’homme prend une place prépondérante parmi les facteurs dont la convergence est nécessaire pour assurer la constitution des complexes pathogènes. » (1943, p. 340-342). 

### œkoumène et genres de vie
Par ailleurs, Max. Sorre s’efforce d’introduire dans le vocabulaire géographique le terme « œkoumène » dans l’intention de donner un sens et des limites à la géographie humaine (1943, chap. 3). Le milieu physique n’est pour lui un objet d’étude géographique en soi : c’est le cadre de vie. Ce qui est un sujet de recherche pour le géographe, c’est la partie du globe occupée par les hommes et les modalités ou conditions de prise de possession de cet espace par les collectivités humaines. Le rôle du géographe, c’est de dresser les bilans des réalités, des « genres de vie ». Dans un article publié en 1911 dans les Annales de Géographie, Paul Vidal de La Blache présente « Les genres de vie dans la géographie humaine » (1911, vol. 111 et 112, p. 193-212 ; p. 289-304) comme un facteur explicatif de la différenciation des contrées, un facteur de modification de la nature par la société, une notion inscrite dans la longue durée, mobilisant les normes et les valeurs (« habitudes ») des sociétés. Le genre de vie implique donc qu’il soit un fait social. Max. Sorre constatant l’écart entre les usages flous du concept et l’évolution économique et sociale du monde depuis l'article fondateur de Vidal en 1911, tente de redonner une vigueur à la notion de genre de vie en la redéfinissant dans un article publié dans les Annales de Géographie en 1948 « à la lumière des acquisitions nouvelles de l’ethnographie et de la sociologie » et « en ajoutant aux exemples de Vidal quelques formes plus modernes ». Il propose d’analyser, à l’aide des genres de vie, « le monde présent » celui d’après-guerre caractérisé par l’importance de la circulation, la ville et les transformations de la vie rurale. 
Ainsi, Max. Sorre laisse une œuvre géographique considérable et originale, fruit d'une foisonnante réflexion, comme en témoigne d'une part son « testament scientifique » intitulé L'homme sur la Terre (1961) dans lequel il précise sa pensée géographique exprimée dans ses travaux antérieurs, et d'autre part son ouvrage sur Les fondements biologiques de la géographie humaine (1943), couronné en son temps par l’Académie des sciences (Prix de Parville), qui ouvrait des pistes de réflexion novatrices, cependant restées inexploitées par les géographes français de l’après-guerre.

## Publications
Ouvrages
- Les Pyrénées méditerranéennes : étude de géographie biologique, sous la direction de Paul Vidal de La Blache, Université de Paris, Armand Colin, 1913, 508 p.
- Étude critique des sources de l’histoire de la viticulture et du commerce des vins et eaux-de-vie en Bas-Languedoc au XVIIIe siècle, Montpellier, 110 p.
- Les Pyrénées. Paris, Armand Colin, 1922, 216 p.
- Mexique, Amérique centrale, vol. 14, Géographie Universelle, Paris, Armand Colin, 1928, 234 p.
- Méditerranée. Péninsules méditerranéennes, vol. 7, Géographie Universelle, (1re partie : généralités, Espagne, Portugal par M. Sorre), Paris, Armand Colin, 1934, 232 p. (2e partie : Italie, Pays Balkaniques par Jules Sion).
- Les fondements biologiques de la géographie humaine. Essai d'une écologie de l'homme. Paris, Armand Colin, 1943, 440 p.
- Les fondements de la géographie humaine. Paris, Armand Colin, (3 tomes et 4 volumes publiés de 1943 à 1952).
  - Tome 1 : Les fondements biologiques. Essai d’une écologie de l’homme. (2e édition 1947, 440 p., 3e édition revue et augmentée en 1951, 448 p.)
  - Tome 2 : Les fondements techniques. (2 vol.), 1948-1950, 1031 p., vol. 1 Les techniques de la vie sociale. Les techniques et la géographie de l’énergie. La conquête de l’espace. 1948, 608 p. (2e édition revue et augmentée en 1954, 616 p.) ; vol. 2 Les techniques de production et de transformation des matières premières. 1950, 418 p.
  - Tome 3 : L’habitat. Conclusion générale. 1952, 499 p.
- L’adaptation au milieu bioclimatique et biosocial : géographie psychologique. Paris, PUF, 1954, 52 p.
- Les migrations des peuples. Essai sur la mobilité géographique. Paris, Flammarion, Bibliothèque de philosophie scientifique, 1955, 267 p.
- Rencontres de la géographie et de la sociologie. Paris, Ed. Marcel Rivière, 1957, 213 p.
- L’Homme sur la Terre. Paris, Hachette, 1961, 365 p.

Articles
- « L’organisme humain et le milieu biologique naturel », Bulletin de la Société de Géographie de Lille, 1925, p. 146-161.
- « Trois études de géographie botanique », Annales de Géographie, 1927, vol. 36, n°204, p. 481-498.
- « L’organisme humain et le milieu géographique », Bulletin de la Société de Géographie de Lille, 1928, p. 108-122.
- « Complexes pathogènes et géographie médicale », Annales de Géographie, 1933, vol. 42, n°235, p. 1-18.
- « L’évolution de la notion de climat et la biologie », Mélanges de géographie offerts par ses collègues et amis de l’étranger à M. Vaclav Swamberra, Prague, 1936.
- « Sur la conception du climat », Bulletin de la Société languedocienne de Géographie, 1936.
- « La notion de genre de vie et sa valeur actuelle », Annales de Géographie, 1948, vol. 57, n°306 et 307, p. 97-108 ; p. 193-204.

## Distinctions
- Officier d’Académie (1911)
- Officier de l’Instruction Publique (juillet 1919)
- Chevalier de la Légion d’honneur à titre militaire (22 octobre 1915)
- Croix de Guerre 1914-1918 (juin et octobre 1915)
- Commandeur de la Légion d’honneur
- Commandeur de l’Ordre de la République espagnole